# Révolution anti-bureaucratique
La révolution antibureaucratique est une série de manifestations menées par des partisans du leader serbe Slobodan Milošević qui se sont déroulées entre 1988 et 1989 en Yougoslavie. Ces manifestations ont renversé les gouvernements des provinces autonomes serbes de Voïvodine et du Kosovo, ainsi que le gouvernement du Monténégro, et les ont remplacés par des alliés de Milošević, lui donnant ainsi le pouvoir au sein du conseil présidentiel yougoslave.
Le nom de « révolution antibureaucratique » (en serbe Антибирократска револуција/Antibirokratska revolucija) provient des critiques contre ces structures gouvernementales, considérées comme trop bureaucratiques et corrompues.
Ces protestations soutenaient le nationalisme serbe, une Yougoslavie centralisée, le libéralisme économique et Milošević. L'antagonisme croissant a participé à la dissolution de la Ligue des communistes de Yougoslavie au pouvoir en 1990, à l'éclatement de la Yougoslavie et au début des guerres de Yougoslavie.

## Causes

### Causes profondes
Depuis l'adoption de la constitution yougoslave de 1974, des désaccords envenimaient les relations entre la Serbie et ses provinces autonomes, qui ne respectaient pas suffisamment les décisions prises à Belgrade. En effet, elle prévoyait une certaine indépendance pour ces territoires. Ces derniers détenaient par ailleurs un siège à la présidence yougoslave, aux côtés des six autres républiques, ce qui leur garantissait une certaine indépendance politique.
Au Kosovo, les manifestations de 1981 ont été massivement réprimées par l'armée yougoslave à cause de leur dimension nationaliste et violente. Les serbes du territoire ont longtemps conservé un ressentiment à l’égard des populations albanaises à l'origine des mouvements.
L’ascension au pouvoir de Milošević, en septembre 1987 a ainsi coïncidé avec les tensions entre serbes et albanais au Kosovo.

### Causes immédiates
En 1987, une campagne populiste démarre en Serbie contre cette situation qualifiée d'intenable. Des tribunes ont par exemple été publiées dans la rubrique Echos et réactions (Odjeci i reagovanja) du journal Politika. Les dirigeants provinciaux y étaient accusés d'inefficacité,.
Un slogan populaire de l'époque ajoutait une dimension nationaliste : « Oh Serbie en trois parties, tu seras à nouveau entière » (Ој Србијо из три дела поново ћеш бити цела, oj Srbijo iz tri dela ponovo ćeš biti cela).
Cette campagne devait faire passer plusieurs messages :
- Les Serbes au Kosovo étaient harcelés par les Albanais.
- Les dirigeants kosovars étaient bureaucratiques et éloignés du peuple.
- La Serbie avait perdu le contrôle d'une partie de ses provinces à cause de la constitution de 1974.
- Cette dernière aurait été influencée par les autres républiques yougoslave qui voulaient affaiblir la Serbie. Un gouvernement confédéral avait ainsi été créé (ce système nécessitant un consensus, l'ajout de 2 provinces contrebalançait le pouvoir serbe).
- Par conséquent, une révision en profondeur de la constitution fédérale et le renforcement du contrôle serbe sur ses provinces étaient nécessaires[5].

## Déroulement des manifestations
Les premières manifestations ont commencé en février 1986. Elles sont d'abord de taille réduite (les premières manifestations ne regroupaient que quelques centaines, voire quelques milliers de participants à Belgrade et au Kosovo). La plus grande manifestation de ce type a eu lieu à Kosovo Polje en avril 1987, et a rassemblé environ 20 000 personnes.
Cependant, entre juin et septembre, les manifestations ont augmenté en taille - passant de quelques milliers à plusieurs centaines de milliers - et en nombre (plus de 39 villes étaient concernées en septembre).

### Voïvodine
Le 5 octobre 1988, environ 150 000 personnes se sont rassemblées à Novi Sad pour protester contre le gouvernement provincial de Voïvodine, dirigé par Milovan Šogorov, Boško Krunić et Živan Berisavljević. Les dirigeants locaux ont été pris par surprise et ont d'abord essayé de négocier, sans succès, avec Milošević, pour conserver leur pouvoir et l'autonomie de la province.
Après avoir coupé l'eau et l’électricité, ce qui n'a eu pour effet que l'augmentation du nombre de manifestants, le gouvernement de Voïvodine a ensuite tenté de leur distribuer de la nourriture, notamment des yaourts, qui furent jetés sur le parlement. Ces manifestations sont aussi appelées « révolution des Yaourts »,.
Le 6 octobre, les dirigeants de la province démissionnent et sont rapidement remplacés par des hommes de confiance de Milošević.

### Rassemblement d'Ušće
Un rassemblement à Ušće (un quartier de Belgrade) a eu lieu le 19 novembre 1988. Il a rassemblé entre plusieurs centaines de milliers et un million de personnes, venues de toute la Yougoslavie. Milošević y a réaffirmé son engagement pour les serbes au sein de la Yougoslavie :
Nous gagnerons la bataille pour le Kosovo quels que soient les obstacles qui se dressent devant nous, dans le pays et à l'étranger. Nous gagnerons malgré l'union de nos ennemis [...]. Notre nation gagnera la bataille pour la liberté.

### Monténégro
Au Monténégro, le premier rassemblement de soutien aux Serbes du Kosovo et aux Monténégrins du Kosovo a eu lieu à Titograd le 20 août 1988.
Le 7 octobre 1988, la police est intervenue contre des manifestants exigeant la démission des dirigeants monténégrins. Ces derniers ont proclamé l'état d'urgence qui n'a pas duré longtemps, car considéré comme un acte d'hostilité envers la Serbie. Le 10 janvier 1989, ce sont plus de 10 000 manifestants qui se sont rassemblés à Titograd,.
Les dirigeants, désorganisés, démissionnèrent et furent remplacés par des alliés de Milošević : Momir Bulatović, Milo Đukanović et Svetozar Marović notamment. La Ligue des communistes du Monténégro fut ensuite transformée par le « triumvirat » en Parti démocratique des socialistes du Monténégro. Le parti est resté au pouvoir jusqu'en 2020, date à laquelle il a été vaincu pour la première fois lors des élections législatives.

### Kosovo
Les principaux dirigeants kosovars, Azem Vllasi et Kaqusha Jashari, ont été remplacés en novembre 1988. Mais les manifestations se sont poursuivies, notamment par la grève des mineurs du Kosovo de 1989 et, le 28 février, par un autre rassemblement à Belgrade où les chants « Nous voulons des armes » et « Arrêtez Vllasi » ont été entendus. Trois jours plus tard, Vllasi a effectivement été placé en état d'arrestation.
En 1989, des amendements constitutionnels, qui avaient pour but de réduire l'autonomie de cette province majoritairement albanaise, ont été présentés au Parlement de Serbie. Malgré des manifestations réprimées, le boycott du vote par les représentants albanais et l'absence de la majorité des 2/3 des voix requise, la constitution fut amendée.

### Rassemblement du Gazimestan
Un immense rassemblement, réunissant plus d'un million de personnes a eu lieu  au monument Gazimestan le 28 juin 1989.

### Slovénie
Une tentative de manifestation à Ljubljana a été empêchée par les polices slovènes et croates. Cet évènement peut être considéré comme un prémisse à l'indépendance slovène et la guerre qui s'ensuivit.

## Conséquences
Les événements ont été condamnés par les gouvernements communistes des républiques yougoslaves occidentales (en particulier les républiques socialistes de Slovénie et de Croatie), qui ont vu leurs territoires épargnés par ces révoltes.
La révolution anti-bureaucratique a affecté l'équilibre des pouvoirs dans la présidence de la Yougoslavie, les membres serbe, kosovar, monténégrin et de Voïvodine accordant leurs votes. La réduction de l'autonomie des provinces, sans aller jusqu'à l'abolition complète de leur statut était intentionnelle : Milošević avait besoin des votes des représentants provinciaux pour conserver sa majorité.
Un second bloc, constitué des membres croate, slovène, macédonien et bosnien apparaît en août 1990 après l'arrivée de Stjepan Mesić comme représentant de la Croatie, à la suite de la révolution des rondins. Il empêche les demandes de Milošević d'instaurer l'état d'urgence, puis la loi martiale, et bloque de fait la présidence.
Ces évènements sont donc précurseurs des guerres yougoslaves et de l'éclatement de la Yougoslavie.